# Hendrik van Gent
| Asteroides descubiertos: 39 | Asteroides descubiertos: 39 |
| --------------------------- | --------------------------- |
| (1132) Hollandia            | 13 de septiembre de 1929    |
| (1133) Lugduna              | 13 de septiembre de 1929    |
| (1165) Imprinetta           | 24 de abril de 1930         |
| (1225) Ariane               | 23 de abril de 1930         |
| (1226) Golia                | 22 de abril de 1930         |
| (1267) Geertruida           | 23 de abril de 1930         |
| (1336) Zeelandia            | 9 de septiembre de 1934     |
| (1337) Gerarda              | 9 de septiembre de 1934     |
| (1342) Brabantia            | 13 de febrero de 1935       |
| (1353) Maartje              | 13 de febrero de 1935       |
| (1383) Limburgia            | 9 de septiembre de 1934     |
| (1384) Kniertje             | 9 de septiembre de 1934     |
| (1385) Gelria               | 24 de mayo de 1935          |
| (1389) Onnie                | 28 de septiembre de 1935    |
| (1666) van Gent             | 22 de julio de 1930         |
| (1667) Pels                 | 16 de septiembre de 1930    |
| (1670) Minnaert             | 13 de septiembre de 1934    |
| (1686) De Sitter            | 28 de septiembre de 1935    |
| (1689) Floris-Jan           | 16 de septiembre de 1930    |
| (1693) Hertzsprung          | 5 de mayo de 1935           |
| (1694) Kaiser               | 29 de septiembre de 1934    |
| (1738) Oosterhoff           | 16 de septiembre de 1930    |
| (1752) van Herk             | 22 de julio de 1930         |
| (1753) Mieke                | 10 de mayo de 1934          |
| (1879) Broederstroom        | 16 de octubre de 1935       |
| (1914) Hartbeespoortdam     | 28 de septiembre de 1930    |
| (1925) Franklin-Adams       | 9 de septiembre de 1929     |
| (1945) Wesselink            | 22 de julio de 1930         |
| (1946) Walraven             | 8 de agosto de 1931         |
| (1986) Plaut                | 28 de septiembre de 1935    |
| (2019) van Albada           | 28 de septiembre de 1935    |
| (2203) van Rhijn            | 28 de septiembre de 1935    |
| (2378) Pannekoek            | 13 de febrero de 1935       |
| (2801) Huygens              | 28 de septiembre de 1935    |
| (2831) Stevin               | 17 de septiembre de 1930    |
| (2945) Zanstra              | 28 de septiembre de 1935    |
| (4296) van Woerkom          | 28 de septiembre de 1935    |
| (4359) Berlage              | 28 de septiembre de 1935    |
| (4511) Rembrandt            | 28 de septiembre de 1935    |

Hendrik van Gent (1900 - Ámsterdam, 29 de marzo de 1947) fue un astrónomo neerlandés. Descubrió tres cometas y 39 asteroides con nombre propio.

## Biografía
Se trasladó a Sudáfrica en 1928 para explorar el firmamento del hemisferio sur desde la Estación Leiden Sur del Observatorio Union en Johannesburgo (Sudáfrica), donde se dedicaría a la toma de placas fotográficas de los cúmulos estelares del hemisferio sur. Obtuvo su Doctorado en Física en 1931 en la Universidad de Leiden in 1931. Estudió las estrellas variables y descubrió numerosos asteroides y tres cometas.
Murió a los 47 años de un ataque al corazón mientras se encontraba de permiso en Holanda.
El Minor Planet Center acredita sus descubrimientos como H. van Gent.

## Descubrimientos

### Asteroides descubiertos
En 1929 y 1935 descubrió 39 asteroides. El
El asteroide (1703) Barry descubierto el 2 de abril de 1930 por K. Reinmuth sería descubierto independientemente por él unos días después, el 16 de abril de 1930.

### Cometas descubiertos
Entre sus descubrimientos también pueden citarses los siguientes cometas:
- C/1941 K1 (van Gent).
- C/1944 K2 (van Gent).
- C/1943 W1 (van Gent-Peltier-Daimaca).

## Epónimos
Entre otros, llevan el nombre en honor a este astrónomo holandés, los siguientes lugares:
- Van Gent, cráter en la cara oculta de la Luna.[4]
- (1666) van Gent, uno de los asteroides que él mismo descubrió.[5]